# A.I.L.A
A.I.L.A é um futuro jogo de terror psicológico em primeira pessoa desenvolvido pelo estúdio brasileiro Pulsatrix Studios e publicado pela Fireshine Games, reconhecido pelo título anterior "Fobia – St. Dinfna Hotel". Anunciado inicialmente como "Project: A.I.D.A." no final de 2022, o jogo está programado para ser lançado em 2025 para o Microsoft Windows, Xbox Series X/S e PlayStation 5.

## Jogabilidade e Enredo
O jogo e ambientado no ano de 2035, A.I.L.A. coloca o jogador no papel de Samuel, um testador beta de experiências de videogame de terror geradas por uma inteligência artificial revolucionária chamada A.I.L.A. À medida que Samuel testa os jogos criados pela IA, ele deve sobreviver a cenários intensos e perturbadores que exploram seus medos mais profundos, com a linha entre o virtual e o real tornando-se cada vez mais tênue.
O jogo apresenta uma variedade de ambientes e desafios, incluindo escapar de uma seita ritualística, lutar contra cavaleiros medievais e combater mortos-vivos, cada um projetado para explorar as fraquezas do protagonista. Essa diversidade de cenários destaca a capacidade da A.I.L.A. de criar experiências personalizadas de terror, tornando cada sessão de jogo única e aterrorizante.

## Desenvolvimento e Tecnologia
O jogo está sendo desenvolvido na Unreal Engine 5, utilizando tecnologias gráficas avançadas como Lumen e MetaHuman para proporcionar uma experiência fotorrealista e imersiva. A Pulsatrix Studios lançou uma campanha de financiamento coletivo na plataforma Catarse, alcançando a meta mínima estabelecida e garantindo a continuidade do projeto.

## Parcerias e Colaborações
A.I.L.A. conta com a colaboração de MaxMRM, um influente criador de conteúdo brasileiro especializado em jogos de terror, que atua como diretor criativo do projeto. Essa parceria visa enriquecer a experiência de jogo, aproveitando a expertise de MaxMRM no gênero de terror.

## Lançamento e Expectativas
A.I.L.A. está previsto para ser lançado em 2025 para Microsoft Windows e em consoles mas não se sabe em quais consoles o jogo vai ser lançado. A expectativa é que o jogo ofereça uma experiência inovadora e aterrorizante, consolidando a Pulsatrix Studios como uma desenvolvedora de destaque no cenário de jogos de terror.

## Ligações Externas
- A.I.L.A no X
- A.I.L.A na Steam
- A.I.L.A (site oficial)
- Site da Fireshine Games